# Furthur
Furthur é um ônibus escolar da International Harvester de 1939, comprado pelo autor Ken Kesey em 1964 para transportar os Merry Pranksters pelo país, filmando suas aventuras de contracultura à medida que avançavam. O ônibus apareceu com destaque no livro de Tom Wolfe de 1968, The Electric Kool-Aid Acid Test, mas, devido ao caos da viagem e às dificuldades de edição, as imagens da viagem não foram lançadas como filme até o documentário de 2011, Magic Trip.

## História
Ken Kesey viajou para a cidade de Nova York em novembro de 1963 com sua esposa Faye e o brincalhão George Walker para assistir à estreia na Broadway de One Flew Over the Cuckoo's Nest, baseado em seu romance de 1962. Kesey também viu o local da Feira Mundial de Nova Iorque de 1964-65 em construção. Ele precisava retornar à cidade de Nova Iorque em 1964 para a festa de publicação de seu romance Sometimes a Great Notion, e esperava aproveitar a ocasião para visitar a Feira. Este plano transformou-se num ambicioso esquema para reunir um grupo de amigos, transformando as suas aventuras num road movie, inspirado no romance On the Road, de Jack Kerouac, de 1957.
À medida que mais Pranksters se voluntariavam para a viagem, eles logo perceberam que superavam a perua de Kesey, então Kesey comprou um ônibus escolar amarelo aposentado por US$ 1.250 de Andre Hobson, de Atherton, Califórnia. As placas dizem "MAZ 804". Hobson acrescentou beliches, um banheiro e uma cozinha com geladeira e fogão para levar seus onze filhos nas férias.
Os Pranksters adicionaram personalizações, incluindo gerador, sistema de som (com interfone interno e externo), grade e plataforma de assentos no topo do ônibus e uma torre de observação saindo do topo feita de um tambor de máquina de lavar encaixado em um buraco em cima do telhado. Outra plataforma foi soldada na parte traseira para acomodar o gerador e uma motocicleta. O ônibus foi pintado pelos vários Pranksters em uma variedade de cores e designs psicodélicos. A pintura não era day-glo (o que ainda não era comum em 1964), mas sim cores primárias, e o símbolo da paz ainda não era evidente. A palavra 'Sunshine' estava escrita em azul, mas era muito cedo para haver referências ao LSD laranja do sol ou à filha ainda não concebida de Kesey, Sunshine.
O ônibus foi batizado pelo artista Roy Sebern, pintando a palavra "Furthur" (com dois U, rapidamente corrigidos) no cartaz de destino como uma espécie de poema de uma palavra e inspiração para continuar sempre que o ônibus quebrasse. O nome com erro ortográfico ainda é usado com frequência, como no livro de Wolfe.
A última viagem do ônibus original foi uma viagem para o Festival de Woodstock em 1969. Após suas viagens históricas, o ônibus foi destruído e usado na fazenda dos Keseys em Oregon até pelo menos 1983. Foi mencionado e retratado em um artigo de maio-junho de Saturday Review. Ele acabou estacionado no pântano da Fazenda Kesey e gradualmente retornou aos elementos, até ser arrastado para fora do pântano com um trator e armazenado em um armazém da fazenda.